# リビジョン
一般財団法人リビジョンは、2014年1月に設立された、「これからの日本の未来を担う人財を輩出する団体」である。

## 全国高校生未来会議
2013年12月3日、ホームページ公開。
2013年12月26日、10人の女子高生が実行委員を務め約150人の女子高生が参加したイベント「第1回女子高校生未来会議 『女子高校生100人×女性ロールモデル』」を主催した。会場は衆議院第一議員会館で、内閣総理大臣夫人安倍昭恵があいさつ、自由民主党衆議院議員宮川典子・逢沢一郎らも出席した。
2016年3月24日、18歳選挙権実施を前に国会内で開かれた「全国高校生未来会議」を主催した。
2017年3月27日-3月28日、「第二回全国高校生未来会議」を開催した。
2018年3月21日-3月23日、「第三回全国高校生未来会議」を開催した。
2018年7月26日、「第四回全国高校生未来会議」を開催した。
2019年3月25日-3月27日、「第五回全国高校生未来会議」を開催した。
2020年3月25日、新型コロナウイルスの感染予防の為、オンライン開催となる「オンライン第六回全国高校生未来会議」を開催した。
2020年12月22日、「第七回全国高校生未来会議」を開催した。
2021年3月30日、「第八回全国高校生未来会議」を開催した。

## 18歳選挙権
2014年2月22日、代表理事斎木陽平が衆議院憲法審査会に参考人として招致され、日本国憲法の改正手続に関する法律の改正案に関して、投票権年齢と選挙権年齢の同時引き下げを主張した。
2016年6月26日、渋谷駅ハチ公前で、代表理事斎木陽平が自由と民主主義のための学生緊急行動（SEALDs）の奥田愛基ら主張や立場が異なる6人とともに、18歳選挙権実施後初めての選挙となる第24回参議院議員通常選挙での投票を若者に呼びかける緊急アピール行動をおこなった。

### リビジョン
- 公式ウェブサイト

### 高校生未来会議
- 公式ウェブサイト
- 全国高校生未来会議-公式フェイスブック
- 全国高校生未来会議 - YouTubeチャンネル
- 全国高校生未来会議 (@MiraiKaigiJP) - X（旧Twitter）
- 女子高校生未来会議 (@JKmirai) - X（旧Twitter）
- 東北高校生未来会議 (@tohoku_mirai) - X（旧Twitter）
- 神奈川高校生未来会議 (@kanagwamirai) - X（旧Twitter）
- 新潟高校生未来会議 (@NiigataHsfc) - X（旧Twitter）
- 岐阜高校生未来会議 (@Gifu_HSFC) - X（旧Twitter）
- 愛知県高校生未来会議 (@aichi_hsfc) - X（旧Twitter）
- 大阪高校生未来会議 (@OsakaHFC) - X（旧Twitter）
- 岡山高校生未来会議 (@okayama_kaigi) - X（旧Twitter）
- 沖縄高校生未来会議 (@ohsfm) - X（旧Twitter）
- 日ASEAN高校生未来会議 (@japanaseanmirai) - X（旧Twitter）